# Північна-Здруй
Північна-Здруй (до 1998 року — Північна, пол. Piwniczna-Zdrój) — місто в південній Польщі, на річці Попрад. Належить до Новосондецького повіту Малопольського воєводства.

## Історія
Королівське місто Північна було закладене в долині річки Попрад згідно декрету короля Казимира III Великого у 1348 р. для посилення оборони країни уздовж тодішніх границь Польщі.
Первинна назва містечка «Північна Шия», що зумовлено характерним звуженням р. Попрад. Ця назва функціонувала до кінця XVIII ст.
Завдяки вдалому розташуванню містечка на тогочасному торговому тракті на Угорщину, та численним королівським привілеям, воно почало швидко розвиватись. На межі XVIII і XIX ст. збудовано школу, корчму, п'ять млинів, паперову фабрику і лікарню. У 1874—1876 роках збудовано залізницю Новий Сонч — Мушина. Залізничну станцію в Північній збудовано в 1908 р., за кошти міста.
Під час пожежі в 1876 році згорів дерев'яний костел і близько сорока будинків.

## Пам'ятки
Від часів зведення план міста залишився майже незміненним: з чотирикутною площею і вулицями, що виходили з її кутів. Тут знаходиться ратуша XIX ст. та міщанські будинки. На середині площі знаходиться цистерна 1913 р. — криниця, яка забезпечувала міщан водою для щоденного вживання. Перша криниця виникла в 1801; під час великої пожежі в 1876 згоріла разом з усім обладнанням.
Навпроти парафіяльний костел Народження Марії Панни, збудований в 1881—1986 роках, з каміння і цегли, на місці старіших святинь. Це базиліка з вежею та дзвоном з 1523 р.
Недалеко площі, поблизу залізничних колій, знаходиться єврейський кіркут, знищений під час останньої війни.

Регіональний музей утворено в Міському Осередку Культури в 1978 році, за адресою площа Ринок 11. Експонати представляють давнє устаткування щоденного вжитку (бондарне, кушнірське, шевське, ткацьке); документи на пергаменті, що стосуються історії містечка. На окрему увагу заслуговує передана професором Збігнєвом Бєльчиком одна з найбагатіших колекцій лижного устаткування та старовинних лиж, чеських, австрійських, німецьких, французьких і польських фірм. Найстаріші в колекції лижі походять з XVIII сторіччя.

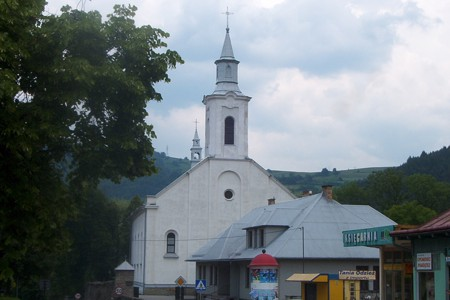
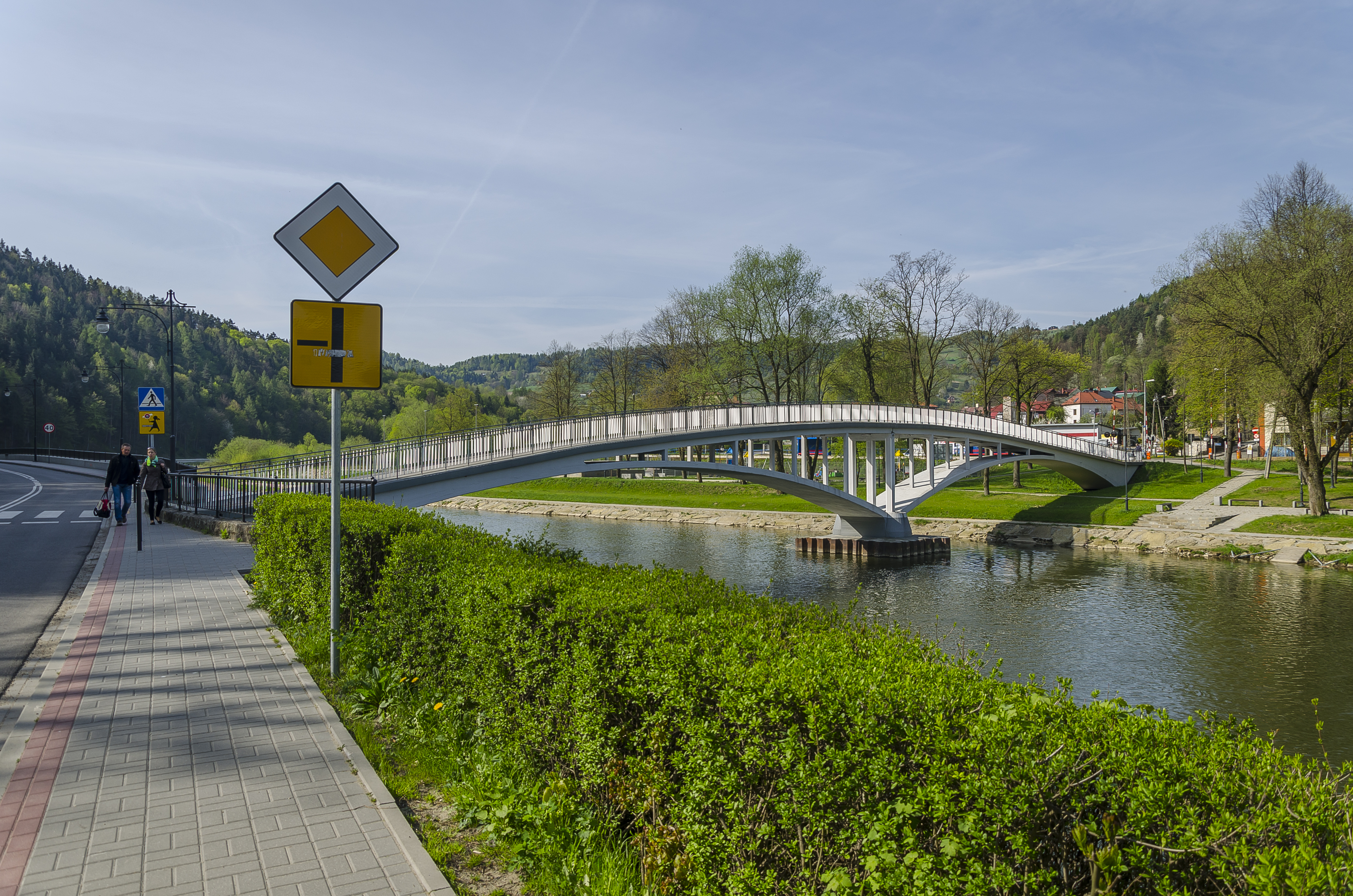
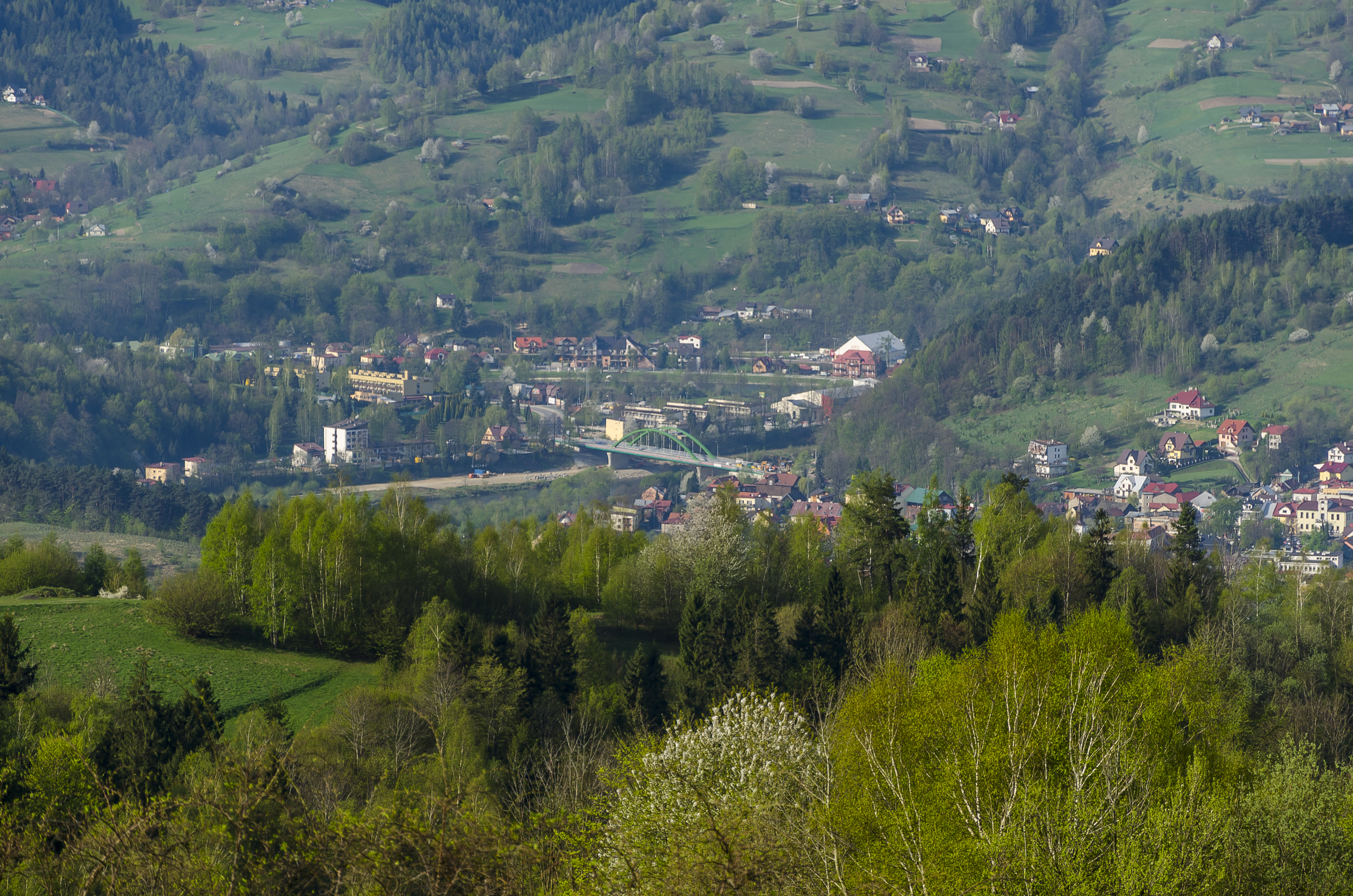
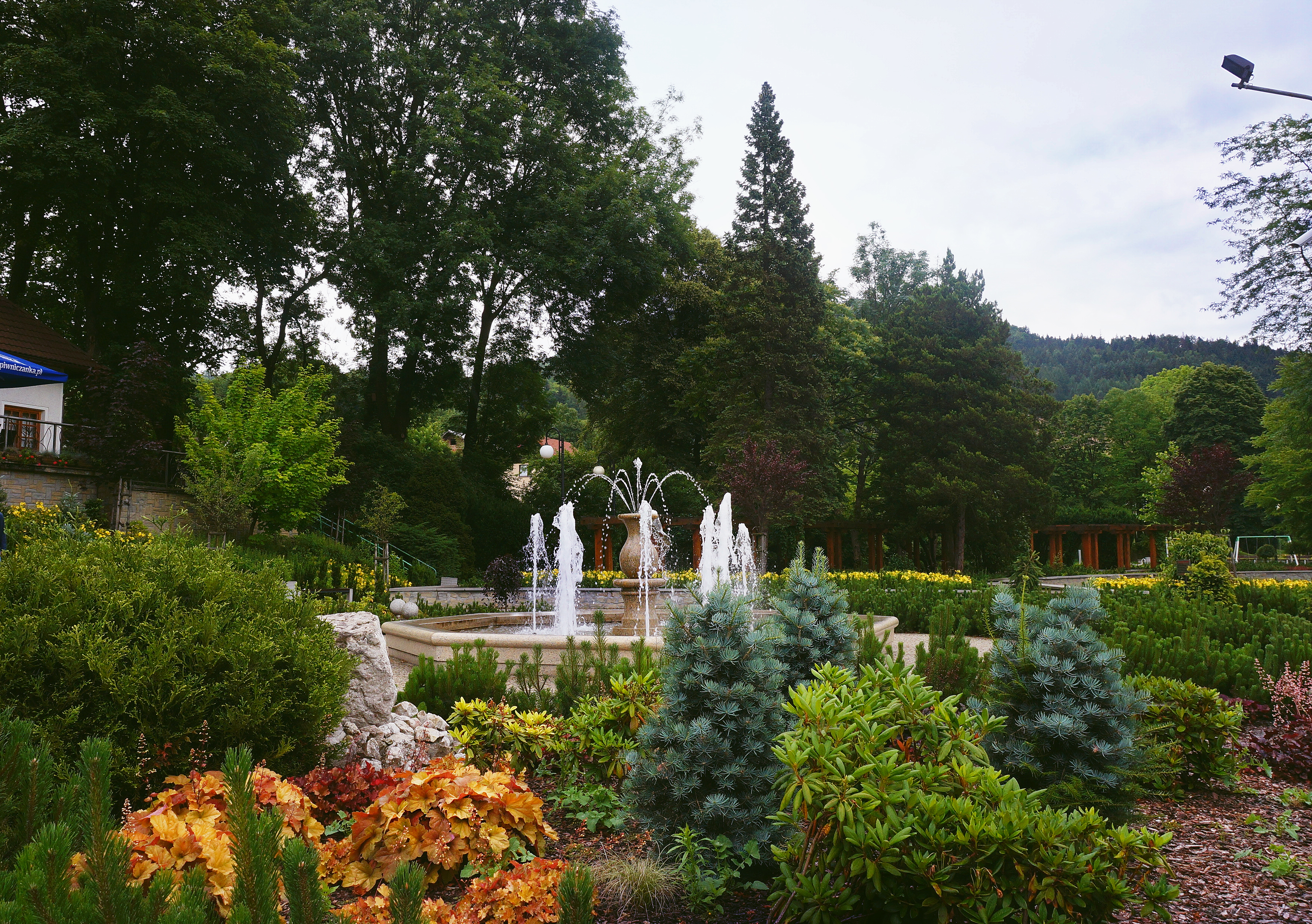
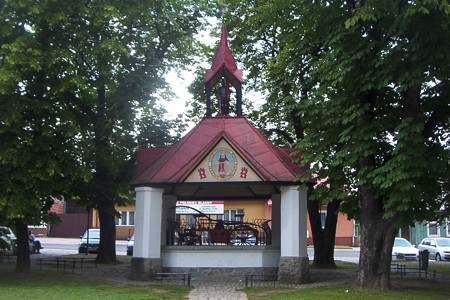
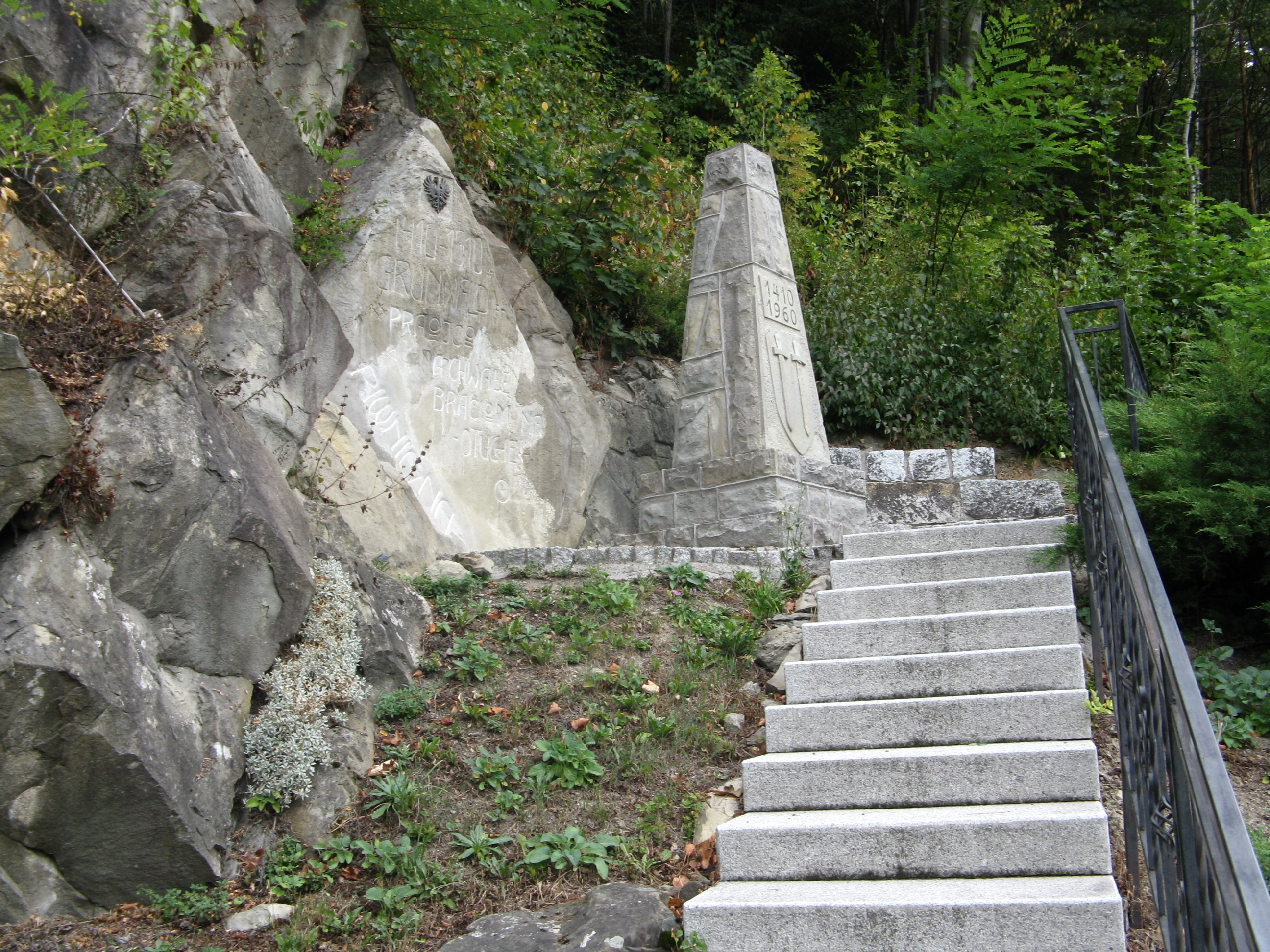
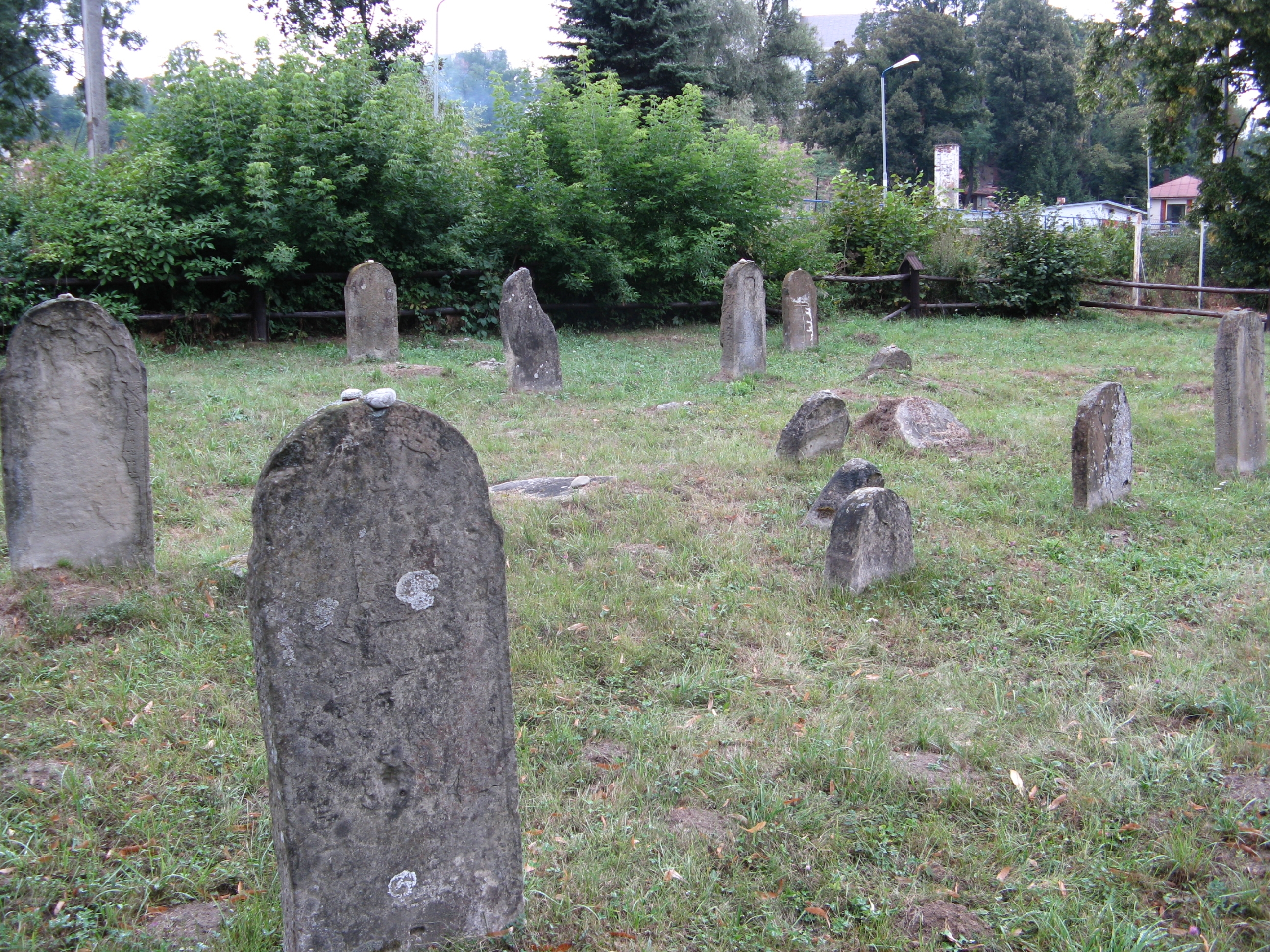
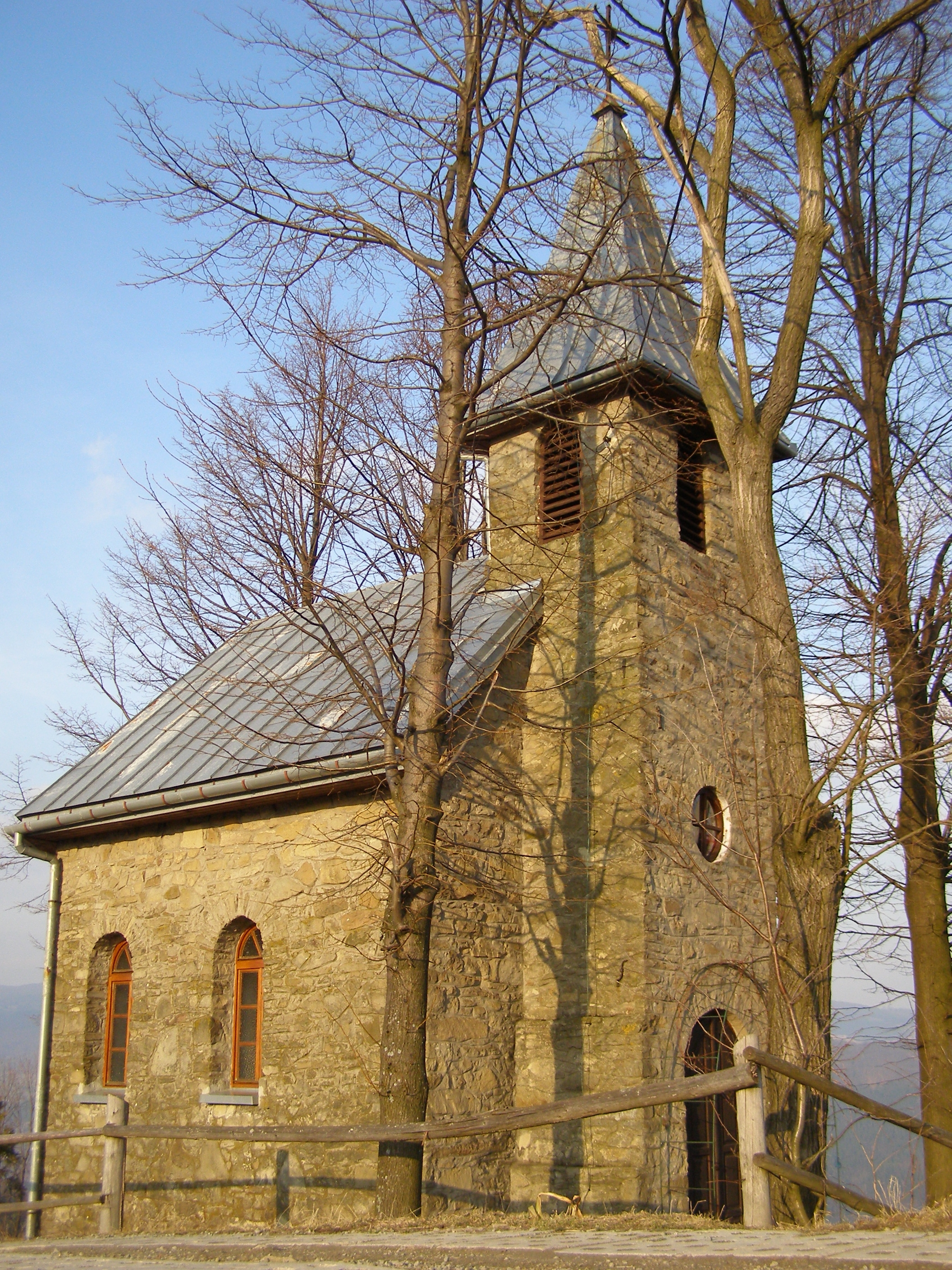

## Мінеральні води
У 1931 році в Північній знайдено лікувальну мінеральну воду вуглекисло-магнієво-залізистого типу. Вода характеризується високим вмістом іонів магнію і вживається при лікуванні виразкової хвороби шлунку і дванадцятипалої кишки, катарі шлунку, цукровому діабеті і запальних станах підшлункової залози. У місцевих лікувально-відпочинкових осередках застосовуються мінеральні ванни, лікувальні грязьові процедури, масажі, лікувальну гімнастику, інгаляція. Є питний бювет.

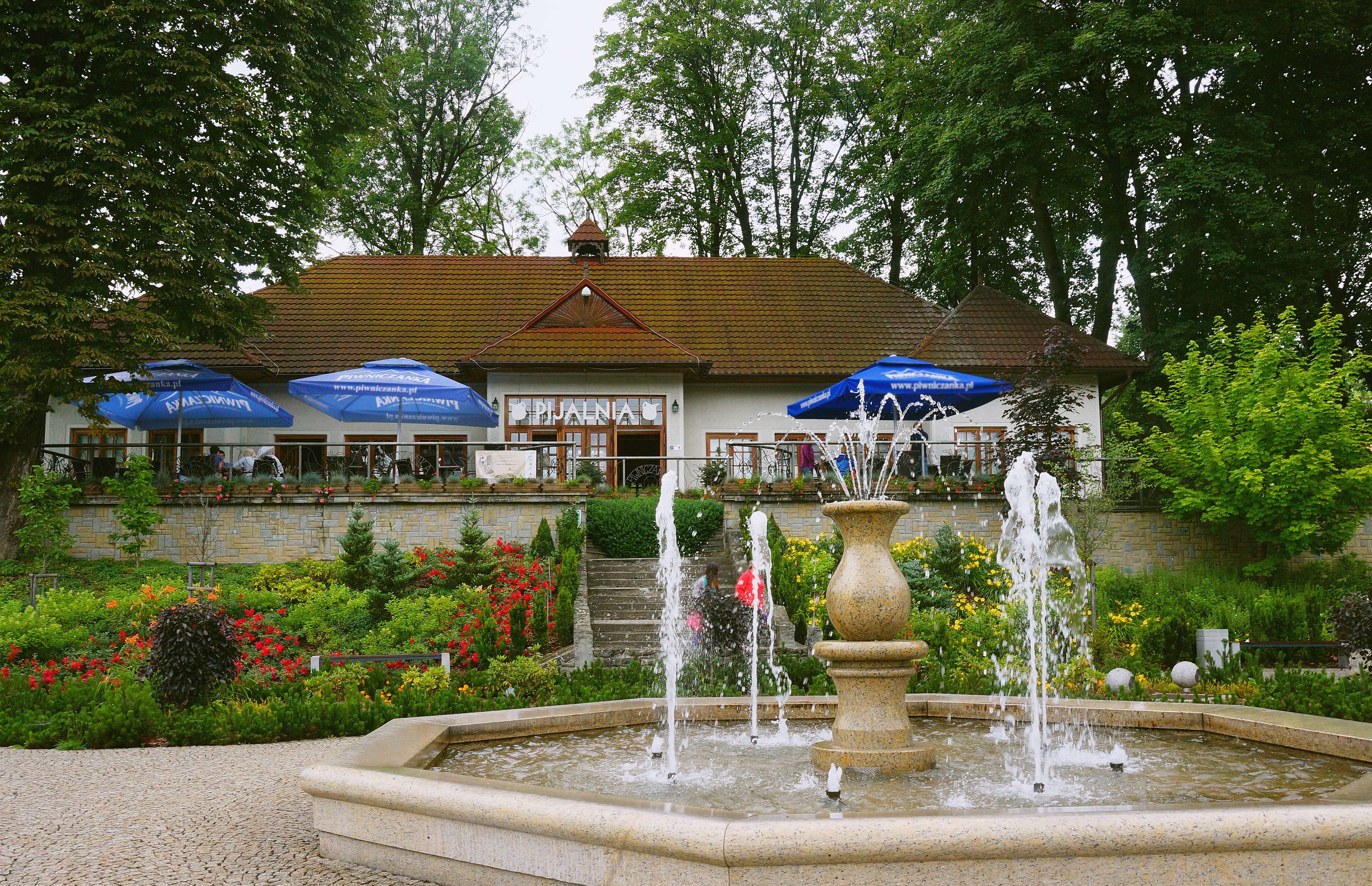

## Туристична привабливість
Однією з основних туристичних атракцій є гірськолижний спорт. У містечках поблизу (Суха Долина, Верхомля Мала, Кокушка)обладнані траси та діють крісельні та бугельні витяги. Діють пункти прокату устаткування. У Верхомлі та Кокушці застосовується штучне засніження схилів та освітлення.
Також:
- сплав на човнах долиною р. Попрад.
- понад 280 км трас і маркованих туристичних шляхів (пішохідний, велосипедний, кінний); також стежки здоров'я.
- кафе мінеральної води, де можна набрати свіжої мінеральної води прямо з джерела, також декілька джерел на території гміни(Глибоке, Ломниця, Верхомля)
- Регіональний Музей

## Демографія
Демографічна структура станом на 31 березня 2011 року:
|          | Загалом | Допрацездатний вік | Працездатний вік | Постпрацездатний вік |
| -------- | ------- | ------------------ | ---------------- | -------------------- |
| Чоловіки | 2982    | 649                | 2048             | 285                  |
| Жінки    | 3017    | 637                | 1768             | 612                  |
| Разом    | 5999    | 1286               | 3816             | 897                  |

## Персоналії
- Данута Шафлярська (1915—2017) — польська акторка театру, кіно та озвучування.